# Zygmunt Dąmbski
Zygmunt Dąmbski z Lubrańca herbu Godziemba (ur. 1632, zm. 1704) – wojewoda brzeskokujawski w latach 1684–1704, kasztelan inowrocławski w latach 1679–1684, podkomorzy inowrocławski w latach 1670–1678, cześnik inowrocławski w latach 1668–1670, starosta inowrocławski w latach 1685–1699, starosta dybowski, starosta gnieźnieński już w 1669 roku, marszałek Trybunału Głównego Koronnego w 1686 roku
Był członkiem konfederacji warszawskiej 1704 roku. 

## Rodzina
Pochodził z rodziny szlacheckiej herbu Godziemba. Ojciec jego Adam Dąmbski (zm. 1660), pełnił urząd kasztelana słońskiego. Matka Elżbieta Jemielska była córką Stanisława, kasztelana kowalskiego. Bracia jego: Ludwik (zm. 1678), sprawował urząd kasztelana konarskiego, Stanisław Kazimierz (zm. 1700) był biskupem kujawskim. Poślubił Jadwigę Górską herbu Łodzia, córkę Piotra. Z małżeństwa urodzili się synowie Wojciech (1676–1725), marszałek nadworny koronny; Andrzej (zm. 1700), Adam, komisarz sejmowy oraz córki: Marianna Katarzyna, późniejsza żona Jakuba Działyńskiego; Teresa Katarzyna (zm. 1700), żonę Jana Łąckiego, kasztelana kaliskiego. Druga żona Zygmunta, Zofia Anna Daniłowicz, córka Mikołaja, podczaszego koronnego i wdowa po Janie Cetnerze, staroście lwowskim została matką Józefa Cetnera (zm. 1724), kasztelana wołyńskiego.

## Pełnione urzędy i poglądy polityczne
Młode lata swego życia spędził na wyprawach wojennych przeciw Turkom i Tatarom. Od 1662 roku został mianowany starostą gnieźnieńskim.  Związany z Inowrocławiem, pełnił w mieście tym obowiązki cześnika. Pięciokrotnie poseł na sejm. Poseł sejmiku radziejowskiego na sejm nadzwyczajny 1668 roku i sejm nadzwyczajny (abdykacyjny) 1668 roku. Był elektorem Michała Korybuta Wiśniowieckiego z województwa brzeskokujawskiego w 1669 roku. Poseł województw kujawskich do króla w 1669 roku. Urząd starosty gnieźnieńskiego sprawował do 1670 roku. Poseł na sejm nadzwyczajny 1670 roku z województwa inowrocławskiego. Jako poseł na sejm konwokacyjny 1674 roku z województwa brzeskokujawskiego był członkiem konfederacji generalnej zawiązanej 15 stycznia 1674 roku na tym sejmie. W 1674 roku był elektorem Jana III Sobieskiego z województwa inowrocławskiego. Był też starostą inowrocławskim 1680 oraz starostą dybowskim 1698. Od 1687 marszałek trybunału koronnego. Od 1670 został podkomorzym inowrocławskim. Poseł na sejm koronacyjny 1676 roku. W latach 1678–1704 sprawował urząd kasztelana inowrocławskiego. Początkowo kasztelan Brześcia Kujawskiego 1680, następnie wojewoda brzeskokujawski (1685–1704).
Jako jeden z pierwszych podpisał elekcję Jana III Sobieskiego zostając jego wiernym stronnikiem. Niechętnie podpisał elekcję Augusta II Mocnego na Króla Polski, podpisał jego pacta conventa. Stał się jego wrogiem i przeciwnikiem, ponieważ był spokrewniony z rodziną Leszczyńskich. Jako jeden z 6 senatorów podpisał detronizację króla Augusta II Mocnego w 1704 roku. Wojewoda był człowiekiem gruntownie wykształconym, uprzejmym i rozsądnym, mecenasem ludzi uczonych.

## Dobra majątkowe
Posiadał liczne dobra majątkowe: klucz Grabski ze Starograbiem,  klucz Kaczkowski, klucz Giżycki, miasto Iłów z przyległościami, Maciejowo, Śliwne Góreczki, Konary, Jędrowice, klucz Dąbski z Borucinem, Lubraniec ze zamkiem i przyległościami.